# Cattedrale presbiteriana di Rio de Janeiro

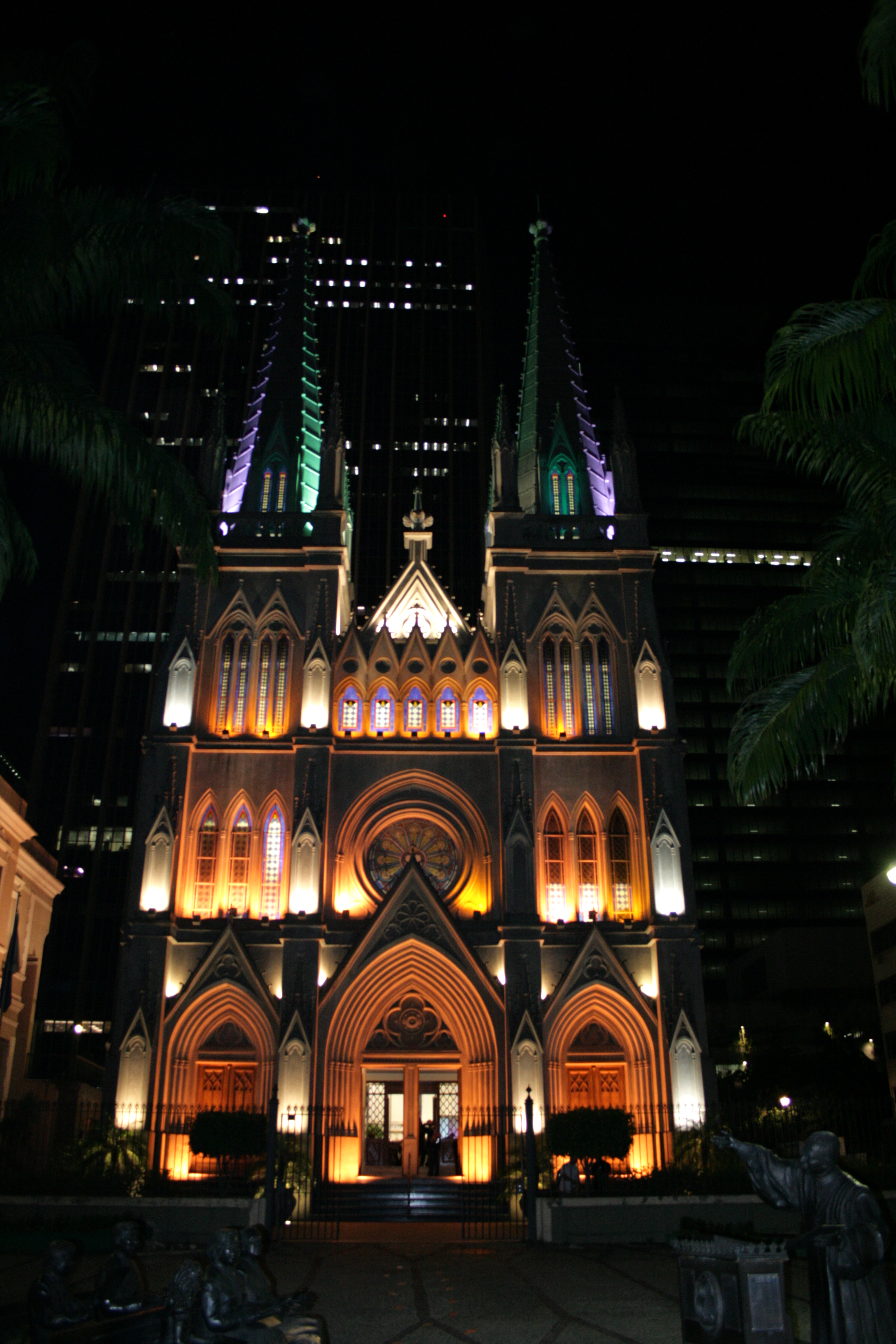
La cattedrale presbiteriana di Rio de Janeiro

La cattedrale presbiteriana di Rio de Janeiro (in portoghese: Catedral Presbiteriana do Rio de Janeiro) è un edificio di culto situato a Rio de Janeiro e sede di una storica congregazione della chiesa presbiteriana del Brasile. L'edificio è stato la prima chiesa presbiteriana costruita in Brasile.

## Storia
Ashbel Green Simonton fondò la chiesa presbiteriana il 12 gennaio 1862, utilizzando in seguito avari luoghi prima di acquisire nel dicembre 1870 il terreno su cui poi fede edificare il tempio. Il 29 marzo 1874 la chiesa fu inaugurata, la prima presbiteriana in Brasile.
Negli anni 1897-1925 il reverendo Álvaro Reis fu il pastore della cattedrale e la sua influenza è oggi ricordata dall'intitolazione di una piazza di Rio de Janeiro e dal nome di una scuola media.
Nell'agosto 1926 il reverendo Matthias Gomes de Santos pianificò di costruire un nuovo edificio ed incaricò l'architetto Ascanio Viana di ridisegnare la cattedrale in uno stile neogotico. I lavori si conclusero dopo circa 14 anni.
Nel tempo la cattedrale è stata ristrutturata più volte, l'ultima nel 2002.
Il 12 gennaio 2012 la chiesa ha celebrato l'anniversario dei 150 anni di fondazione.

## Pastori
- Ashbel Green Simonton: 1862-1867
- Alexander Latimer Bradford: 1867-1974
- Alvaro Reis: 1897-1925
- Matthias Gomes dos Santos: 1926-1947
- Amantino Adorno Vassao: 1947-1981[4]
- Guilhermino Cunha: 1981-2015[5]
- Jorge Patrocínio: 2015-oggi[6]

## Galleria d'immagini

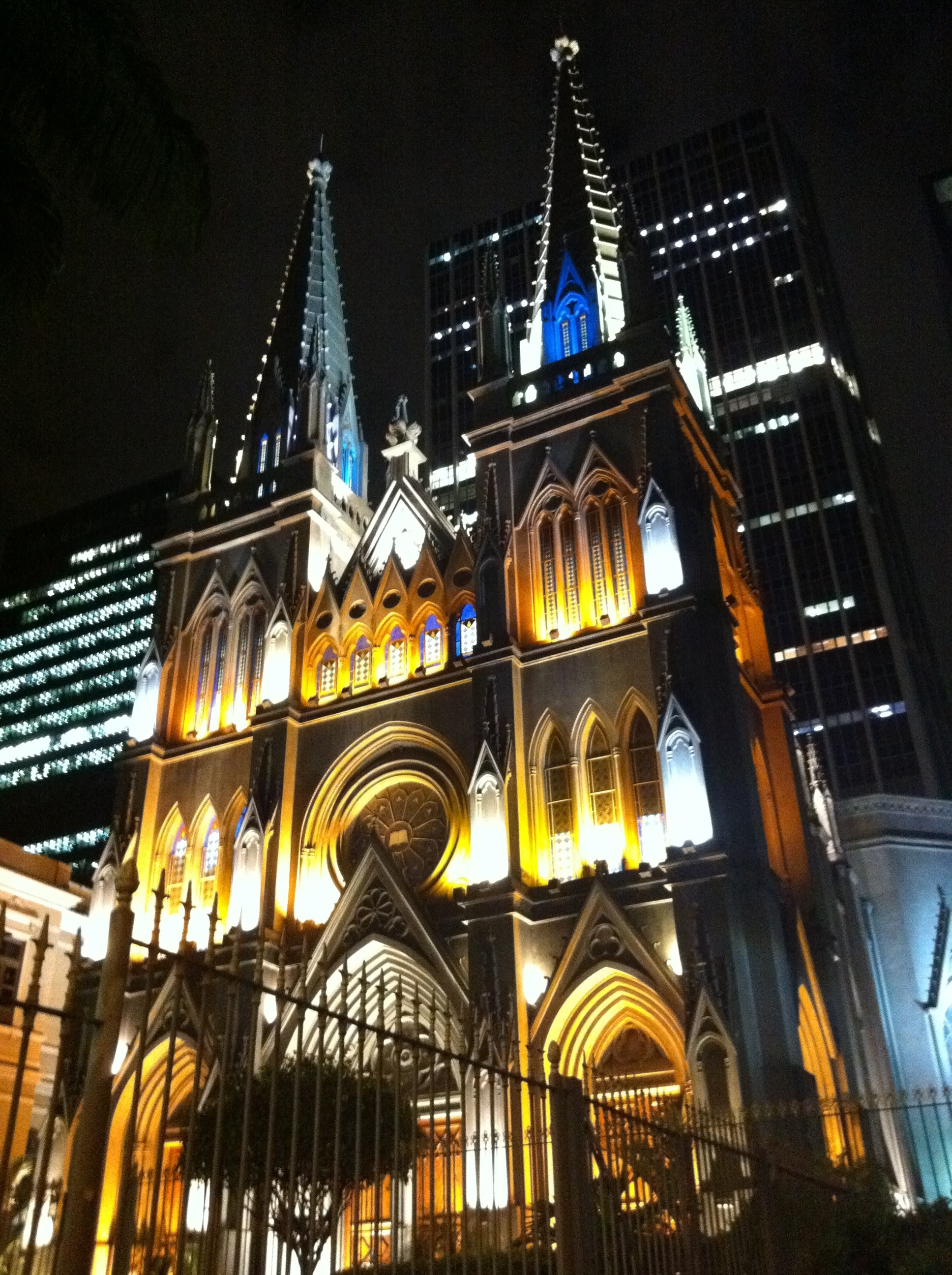
La chiesa illuminata di notte
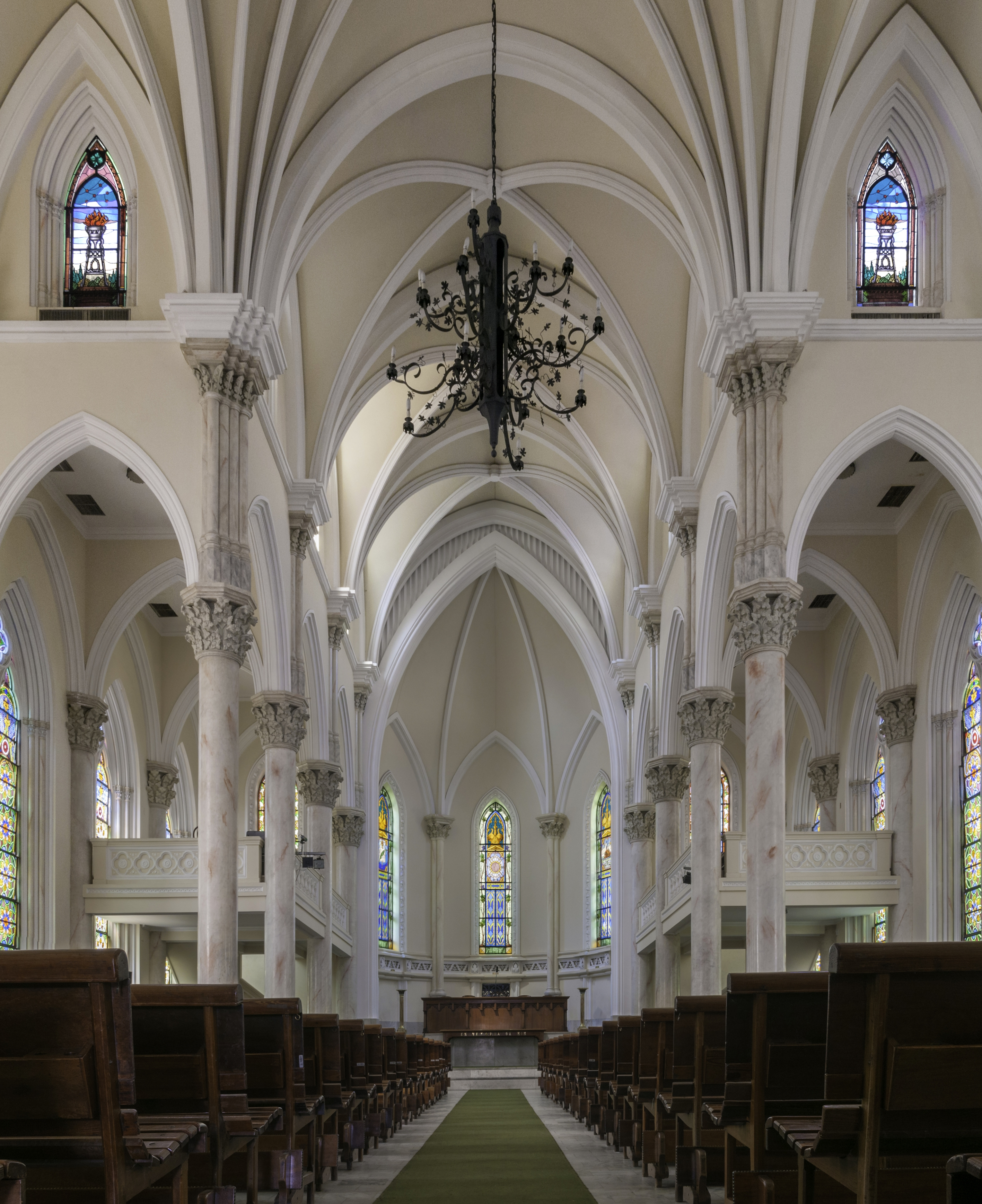
Interno della cattedrale
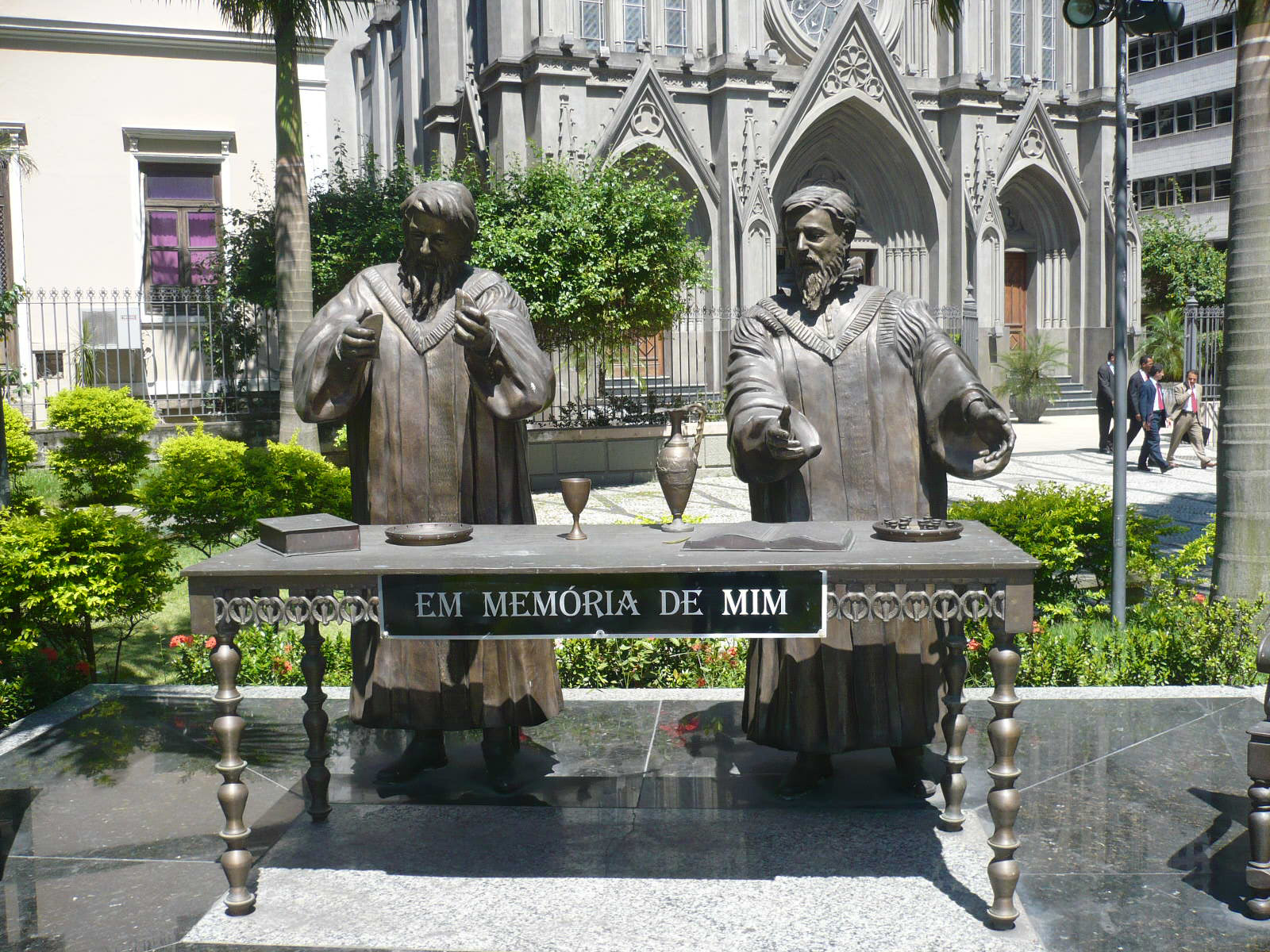
Scultura celebrativa della prima Santa cena celebrata nelle Americhe (21 marzo 1557) secondo la liturgia calvinista